# Autonome records
 (septembre 2009).
Si vous disposez d'ouvrages ou d'articles de référence ou si vous connaissez des sites web de qualité traitant du thème abordé ici, merci de compléter l'article en donnant les références utiles à sa vérifiabilité et en les liant à la section « Notes et références ».
Autonome records est un label de musique indépendant né de la rencontre de Hozonie, Gnaia, et de L'Echo (collectif d'entrepreneur)
le label developpe la musique électronique en Creative Commons.
La production, distribution, organisation se font dans un esprit équitable, solidaire et écologique
(autonomerecords.net)